# Главное управление МВД России по Нижегородской области
Главное управление МВД России по Нижегородской области (также Нижегородская полиция) — территориальный орган исполнительной власти в Нижнем Новгороде и Нижегородской области, входящий в систему органов внутренних дел Российской Федерации.

## Основные задачи
- обеспечение в пределах своих полномочий жизни, здоровья защиты прав и свобод граждан Российской Федерации, иностранных граждан и лиц без гражданства, противодействие преступности, охрана общественного порядка и собственности, обеспечение общественной безопасности на территории Нижегородской области;
- управление подчинёнными органами и организациями;
- осуществление социальной и правовой защиты сотрудников органов внутренних дел, федеральных государственных гражданских служащих системы МВД России и работников Главного управления, подчинённых органов и организаций, социальной защиты членов семей указанных сотрудников, государственных служащих и работников, а также граждан, уволенных со службы в органах внутренних дел и с военной службы во внутренних войсках МВД России.

## История

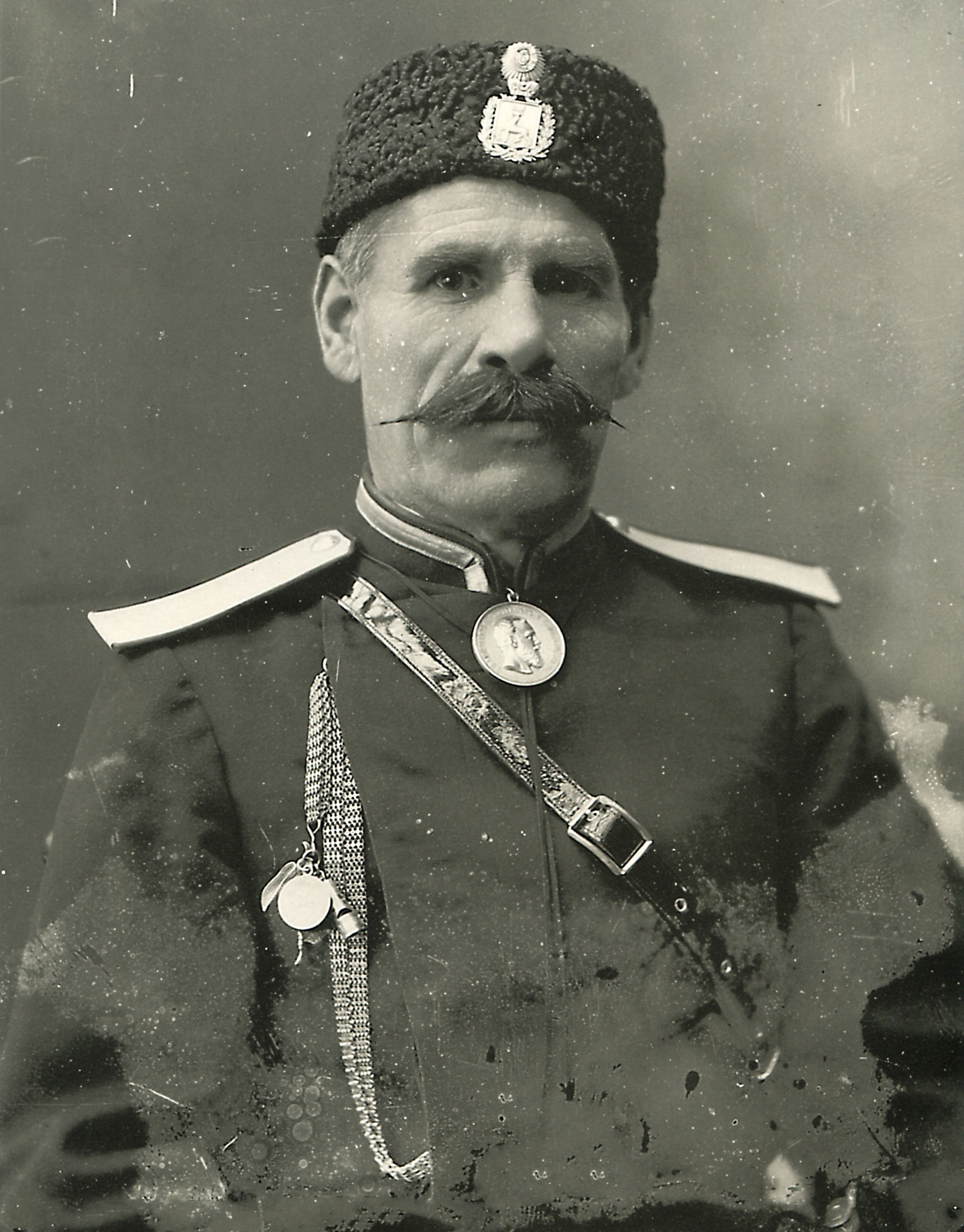
Нижегородский околоточный надзиратель М. Е. Васильков

Нижегородская полиция была образована 23 апреля (4 мая) 1733 года указом императрицы Анны Иоанновны «Об учреждениях полиции в городах». Первым нижегородским полицмейстером был назначен отставной армейский капитан Григорий Ратьков. Полиция XVIII века должна была предупреждать и пресекать преступления и следить за исполнением законов России. Новая полиция «успокоила» даже криминальную нижегородскую ямщицкую вольницу. Также полицейские отвечали за пожарный надзор и охрану порядка. В уездных городах полиция также следила за состоянием дорог и мостов. В самом Нижнем Новгороде полиция боролась с разгулом преступности. В 1782 году был утверждён «Устав благочиния или полицейский», согласно которому произошла значительная реорганизация полиции. С 1799 года по указу императора Павла I были усилены гарнизонные внутренние батальоны, оказывающие штатной полиции содействие в борьбе с преступностью. 22 июля 1799 года губернатор ввёл на рассмотрение в сенат должности полицмейстера и полицейского лекаря. 
После создания министерства внутренних дел с 1867 по 1893 год нижегородской полицией управлял генерал-майор Николай Каргер. В это время полиция Нижегородской губернии сформировалась окончательно. В начале XX века в Нижнем Новгороде с населением около 187 тысяч человек насчитывалось 278 пеших городовых и отряд конно-полицейской стражи. 
Затем Российская империя распалась после Февральской революции и полиция перешла в ведение Временного правительства. С 1905 года в Сормове полиция вела противостояние с незаконными вооружёнными формированиями «народной милиции». Для поддержания порядка в городе появляется должность Начальника охраны города. Им стал командир 671-й дружины государственного ополчения Степанов Евгений Фёдорович, назначенный городской думой. Несмотря на появление с начала марта Нижегородского управления по делам милиции и по обеспечению личной и имущественной безопасности граждан, к Степанову до конца его работы в должности начальника милиции иногда различные документы направляли как Начальнику охраны города. После его прошения об отставке, 1 сентября на эту должность был назначен Бабаков Василий Михайлович, который по взглядам был социал-революционером. Летом 1917 года была образована нижегородская ярмарочная милиция (НЯМ). Сыскная полиция оставалась вплоть до 23 мая 1917 года. На следующий день она была переименована в уголовную милицию. 
После Октябрьской революции новую милицию ещё какое-то время составляли опытные и обученные бывшие полицейские. Однако, затем новая власть устранила всех бывших полицейских, заменив их необученными солдатами и людьми из простого народа. Исполнительный комитет после отстранения представителей старой администрации отправил руководителей губернской полиции под арест. Так в Нижнем Новгороде начался разгул преступности. В отчётах губернского комиссара министру внутренних дел отмечалось о том, что «милиция, в виду своей неподготовленности бессильна бороться с преступниками». Постановление НКВД РСФСР «О рабочей милиции» создало правовую основу для организации милиции. Однако нижегородская милиция была обособлена от новых властей. В феврале 1918 года милиция с городским Советом и стала выполнять его распоряжения.  
С начала Великой Отечественной войны множество милиционеров было призвано на фронт. В июне 1941 года в Горьком и области созданы истребительные батальоны общественности. Они выполняли задачи по борьбе с диверсионными актами противника. К июлю 1941 года в Горьком дислоцировалось 10 батальонов. Работа милиции протекала в тяжёлых условиях при постоянной бомбардировке города. В годы войны милиционерами только в Горьком было ликвидировано 628 бандитских группировок и изъято 1500 единиц оружия. За годы войны сотрудники горьковской милиции внесли в фонд обороны 8,5 миллионов рублей деньгами, 277,5 тысяч рублей облигациями, сдали 1800 ценных предметов. На их средства построено 13 танков, бронетранспортёры «Горьковский милиционер» и «Горьковский динамовец», а также 2 самолёта.  

### Автозаводская банда Гоголя
В 1980-е годы в самом криминальном Автозаводском районе Горького образовалась банда. 10 сентября 1980 года в лесу рядом с автодорогой Автозавод — Дзержинск был обнаружен труп мужчины с обломком ножа в затылочной части. 25 сентября 1980 года в районе посёлка Гнилицы (Автозаводский район) напали на водителя с обрезом охотничьего ружья. Мужчине с тяжёлым огнестрельным ранением удалось убежать от преступников. Труп пассажирки автомобиля был обнаружен через пять дней в 600 метрах от угнанного автомобиля. Всё, что пропало из машины — декоративная ручка с рычага переключения передач. Дерзость преступлений говорила о том, что преступники ещё слишком молоды. Были подключены сотрудники инспекции по делам несовершеннолетних и участковые. В результате совместных действий были обнаружены несовершеннолетние, так называемые «трудные» подростки. Задержания преступников начались 30 ноября 1980 года, а последнего взяли 10 июня 1981 года. Их искали даже в Новосибирске, Львове и армии. Все преступления, совершенные бандой Гоголя, отличались крайней жестокостью, агрессивностью и бессмысленностью. Преступление ради преступления.

## Система званий в полиции
| Рядовой состав  | Рядовой состав  | Младший начальствующий состав | Младший начальствующий состав | Младший начальствующий состав | Младший начальствующий состав | Младший начальствующий состав | Младший начальствующий состав |
| --------------- | --------------- | ----------------------------- | ----------------------------- | ----------------------------- | ----------------------------- | ----------------------------- | ----------------------------- |
|                 |                 |                               |                               |                               |                               |                               |                               |
| Рядовой полиции | Курсант полиции | Младший сержант полиции       | Сержант полиции               | Старший сержант полиции       | Старшина полиции              | Прапорщик полиции             | Старший прапорщик полиции     |

| Средний начальствующий состав | Средний начальствующий состав | Средний начальствующий состав | Средний начальствующий состав | Старший начальствующий состав | Старший начальствующий состав | Старший начальствующий состав | Высший начальствующий состав | Высший начальствующий состав | Высший начальствующий состав | Высший начальствующий состав         |
| ----------------------------- | ----------------------------- | ----------------------------- | ----------------------------- | ----------------------------- | ----------------------------- | ----------------------------- | ---------------------------- | ---------------------------- | ---------------------------- | ------------------------------------ |
|                               |                               |                               |                               |                               |                               |                               |                              |                              |                              |                                      |
| Младший лейтенант полиции     | Лейтенант полиции             | Старший лейтенант полиции     | Капитан полиции               | Майор полиции                 | Подполковник полиции          | Полковник полиции             | Генерал-майор полиции        | Генерал-лейтенант полиции    | Генерал-полковник полиции    | Генерал полиции Российской Федерации |

Нарукавный знак принадлежности к МВД России
Нарукавный знак патрульно-постовой службы
Нарукавный знак дорожно-патрульной службы
Нарукавный знак главного управления на транспорте

## Происшествия

### Акт самосожжения Ирины Славиной

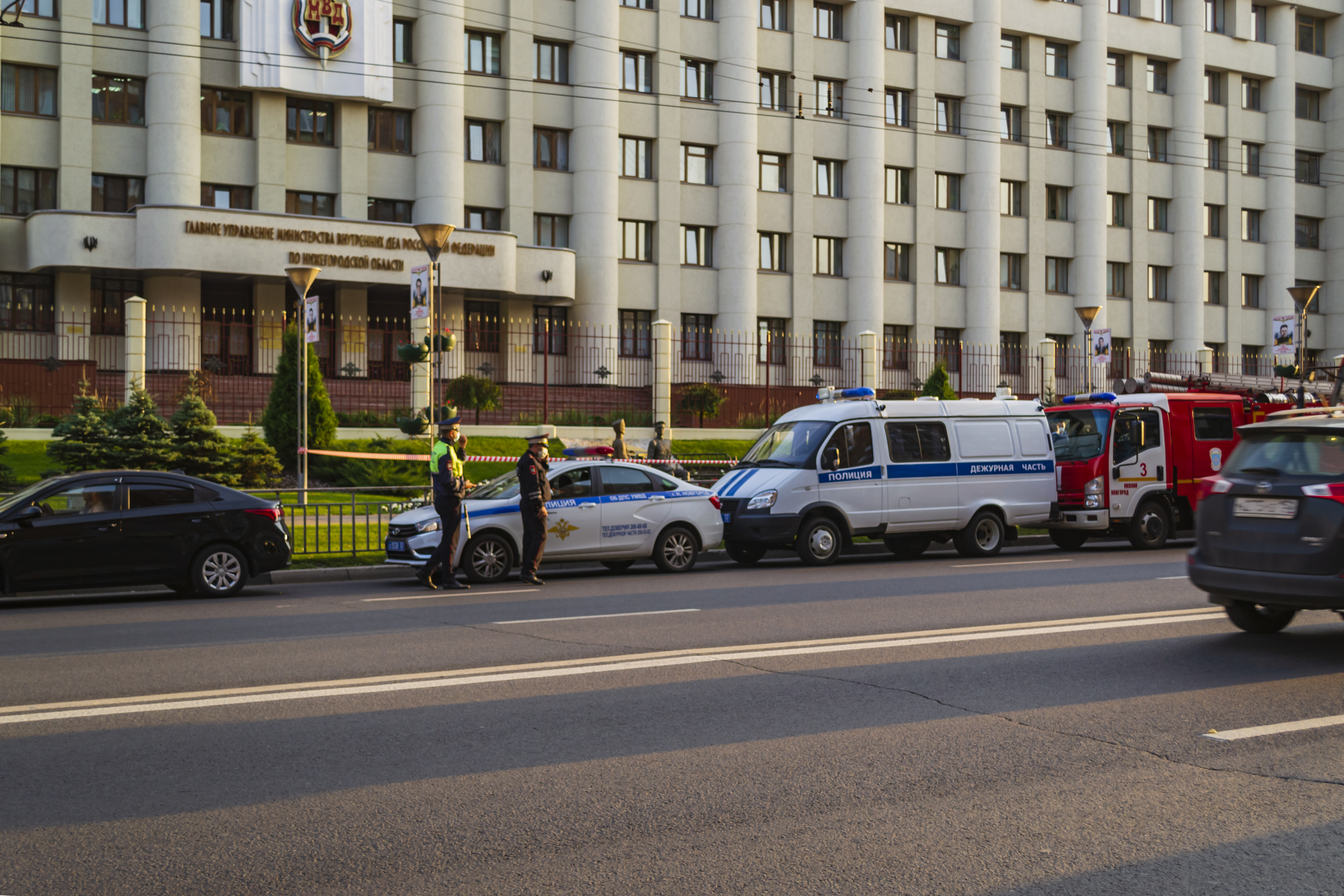
Автомобили экстренных служб и полиция возле здания ГУ МВД России по Нижегородской области

Днём 2 октября 2020 года возле здания главного управления МВД по Нижегородской области (напротив станции метро «Горьковская») совершила акт самосожжения оппозиционная журналистка и активистка Ирина Славина. Она совершила это против действий нижегородской полиции, которая проводила обыск у её соратников по делу «Открытой России». Сама же Ирина выступала там в качестве свидетеля и никак не попадала под уголовное преследование. Сама же она написала на своей странице в Фейсбуке:
В моей смерти прошу винить Российскую Федерацию
Ирина давно готовилась к этому шагу, о чём говорит её публикация от 20 июня 2019 года.
Интересно, а если я устрою акт самосожжения возле проходной УФСБ (или прокуратуры города, я пока не знаю), это хоть сколько-нибудь приблизит наше государство к светлому будущему, или моя жертва будет бессмысленна? Думаю, лучше умереть так, чем как моя бабушка от рака в 52 года.